# Тонуччи, Джованни
Джованни Тонуччи (итал. Giovanni Tonucci; род. 4 декабря 1941, Фано, королевство Италия) — итальянский прелат и ватиканский дипломат. Титулярный архиепископ Торчелло с 21 октября 1989. Апостольский нунций в Боливии с 21 октября 1989 по 9 марта 1996. Апостольский нунций в Кении с 9 марта 1996 по 16 октября 2004. Апостольский нунций в Дании, Исландии, Норвегии, Финляндии и Швеции с 16 октября 2004 по 18 октября 2007. Прелат Лорето с 18 октября 2007 по 20 мая 2017.